# يوم حرية البرمجيات

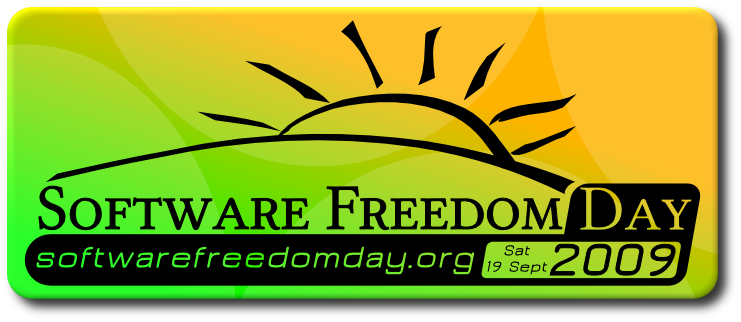
شعار يوم البرمجيات الحرة لعام 2009

يوم حرية البرمجيات هو يوم للاحتفال والإشادة بأهمية البرمجيات الحرة ومفتوحة المصدر. يتم الاحتفال بهذا اليوم في العديد من دول العالم.
بدأ الاحتفال بهذا اليوم منذ عام 2004 ومنذ ذلك الوقت وعدد الفرق التي تحتفل به في تزايد وانتشار مستمرين.
تم التوافق على أن يكون الاحتفال كل عام في اليوم الموافق لثالث يوم من أيام السبت من شهر سبتمبر، حيث تقوم فرق محلية من المتطوعين بتنظيم الأحتفالية والتي عادة ما تستمر لمدة أسبوعين.

## الهدف
يهدف يوم حرية البرمجيات في الأساس إلى تقديم البرمجيات الحرة ومفتوحة المصدر إلى الجمهور وإظهار مزاياها، وذلك عن طريق تنظيم ندوات لشرح مبادئ ومفاهيم البرمجيات الحرة بالإضافة إلى توزيع نسخ مجانية منها وتقديم شرح لكيفية استخدامها.
تهتم هذه الأحتفالية أيضاً بإثارة نفاش بناء وتفكير ناضج حول حرية الوصول إلى المعلومات والتكنولوجيا مع الحفاظ على حقوق الطبع.

## الهيئة المنظمة
تعتبر (SFI(Software Freedom International هي الهيئة المنظمة الرسمية ليوم حرية البرمجيات وهي منظمة لا تهدف للربح.

## الاحتفالات السابقة بيوم البرمجيات الحرة
- عام 2004 أقيم يوم البرمجيات الحرة في يوم 28 أغسطس وقد شارك أكثر من 70 فريق.

- عام 2005 أقيم في العاشر من شهر سبتمبر وقد شارك أكثر من 120 فريق من 60 دولة مختلفة.

- عام 2006 أقيم في 16 سبتمبر وقد شارك أكثر من 200 فريق من 70 دولة.

- عام 2007 أقيم في 15 سبتمبر وقد شارك أكثر من 350 فريق من 80 دولة.

- عام 2008 أقيم في 20 سبتمبر وقد شارك أكثر من 500 فريق من 90 دولة.

- عام 2009 أقيم في 19 سبتمبر وقد شارك أكثر من 700 فريق من 90 دولة.

- عام 2010 أقيم في 18 سبتمبر وقد شارك أكثر من 500 فريق من 100 دولة.

## انظر ايضا
يوم حرية التعليم

## وصلات خارجية
- موقع يوم حرية البرمجيات